# Christine Jönsson
Annette Eva Christine Jönsson, född 16 april 1958 i Vallkärra församling i Malmöhus län, är en svensk politiker (moderat) och personaladministratör. Hon var kommunalråd (1991–2006) och kommunstyrelsens ordförande (1998–2002) i Lunds kommun, samt ordinarie riksdagsledamot 2006–2011, invald för Skåne läns södra valkrets.
I riksdagen var Jönsson ledamot i civilutskottet 2006–2010 och miljö- och jordbruksutskottet 2010–2011. Hon var även suppleant i arbetsmarknadsutskottet och trafikutskottet.